# Yeo Seojeong
Yeo Seojeong (n. 20 februarie 2002, Yongin, Coreea de Sud) este o gimnastă artistică ce a reprezentat Coreea de Sud, medaliată olimpică. A participat la 2 ediții ale Jocurilor Olimpice (2020, 2024) în care a câștigat o medalie de bronz.